# Jacques Soubrier
Jacques Soubrier, né le 20 mai 1909 et mort le 16 octobre 1965, est un explorateur, voyageur et écrivain français.

## Biographie
Administrateur de sociétés, grand voyageur, explorateur, vice-président de la Société des explorateurs français, il est aussi l'auteur d'un récit de voyage : Moines et brigands, de l'Adriatique aux marches iraniennes. Il a également écrit des romans de littérature jeunesse, publiés notamment dans la collection Pierrot.

## Distinctions
- Officier de la Légion d'honneur (décret du 12 mai 1961)[3]
- Croix de guerre 1939–1945
- Officier de l'Instruction publique
- Officier de l'ordre de l'Étoile noire (1954)[4]

## Sélections de publications
- Savanes et forêts, éd. les écrivains français, 1936 ; rééd. J. Susse, 1944
- Moines et brigands de l'Adriatique aux marches iraniennes, J. Susse, 1945
- Le mauvais œil
- Esther, J. Susse, 1947
- Les trésors d’Artaban, coll. « Pierrot » no 9
- À l’aventure autour du monde, 1959

Anthologie
- De la banquise à la jungle : les Français, la terre et les hommes, textes réunis par Henri Lauga, préface de Bertrand Flornoy ; textes de Paul-Emile Victor, François Balsan, Jacques Soubrier, Henri Lhote, Marcel Ichac et al., Plon, 1952

## Quelques prix et distinctions
- Prix Montyon de Académie française 1937 pour  Savanes et forêts[5]